# Arctodiamesa amurensis
Arctodiamesa amurensis är en tvåvingeart som beskrevs av Makarchenko 2007. Arctodiamesa amurensis ingår i släktet Arctodiamesa och familjen fjädermyggor. Inga underarter finns listade i Catalogue of Life.